# Johann Georg Wunderlich
Johann Georg Wunderlich (Bayreuth, 2 février 1755 – Paris, 1819) est un flûtiste, professeur et compositeur allemand.

## Biographie
Wunderlich reçoit d'abord l'enseignement de son père, hautboïste à la chapelle du margrave d'Ansbach. À 21 ans, il part pour Paris se perfectionner avec Félix Rault. De 1778 à 1783 Wunderlich est membre de l'Orchestre du Concert spirituel. À partir de 1781, il est en outre, d'abord deuxième, puis premier flûtiste solo à l'Opéra de Paris, jusqu'en 1813. Dès 1795, il enseigne au nouvellement fondé, Conservatoire de Paris où de 1803 à 1816, il n'y a qu'un unique poste de professeur de flûte. Parmi ses nombreux élèves, citons Jean-Louis Tulou, Benoit Tranquille Berbiguier et Joseph Guillou.
En 1804, Wunderlich publie, sur la base des travaux préparatoires de son défunt collègue Antoine Hugot, son ouvrage pédagogique « Méthode de Flûte du Conservatoire par MM. Hugot et Wunderlich / Membres du Conservatoire. En outre, il laisse de la musique de chambre pour flûte.